# T-cophony
T-cophony（ティーコフォニー、1984年 - ）は、日本のギタリスト。多彩な技巧と数々の特殊奏法を駆使したアコースティック・ギターによるソロパフォーマンスとそれを中心として構築された楽曲が特徴。"T-cophony"は本名のイニシャルTと、不協和音を表す英単語"cacophony"からもじったもの。

## 生い立ち
幼少期、ロックやポップス、電子音楽からクラシックまで常に音楽が流れる環境で育つ。10歳を超える辺りから自ら新たな音楽を求め、トラッドや70年代～80年代のハードロック、そしてちょうどその時期にムーヴメントを引き起こしていたグランジなどオルタナティヴ・ロックを特に好んで聴くようになる。一方でIDMやエレクトロニカ・アンビエントなどバンドサウンドではない音楽にも興味を持ち、それらが後の自身の音楽性に多大な影響を及ぼしたと言う。13歳のある日、何年も前に父親から誕生日プレゼントとして与えられ、その当時は全く興味を示さなかった埃塗れのエレクトリック・ギターをクローゼットの裏から偶然見つけ、「このまま一生触らないのは申し訳ない」と触ったのがギターを始めた切っ掛けである。
14歳より本格的に弾き始め、同時に作曲活動(打ち込み)も始める。15歳-18歳までに150を超えるデモ音源を制作。1998年から2012年までに制作されたデモ音源の一部は現在、公式YouTubeチャンネル上に投稿された動画"The history of T-cophony's music (1998 - 2012) sample tracks"で聞くことが出来る。

## 来歴

### 初期 (2005-2006)
2005年、知人の勧めで公式サイトを立ち上げ、そこでこれまでに制作した自身の楽曲や演奏動画を公開。翌年の2006年、某世界的SNSに投稿したアコースティック・ギター2本を同時に演奏した”Friendless”の動画（※現在は本人により削除）がきっかけで、多くの視聴数を得る。公式サイト上の数々の動画は直ぐに海外のユーザーによってYouTubeなどに投稿され次第に多くのギターフリークに広まる。それによって現在YouTube上には同じ動画でありながら、本人が投稿したものより、かつて別ユーザーが彼の公式サイトからコピーして投稿したものの方が、多くの視聴数を得ていると言った現象が起きている。

### 自主制作盤1st～3rd (2006-2007)
自主制作盤、1stアルバム『Experimental album』を2006年2月6日にオンラインショッピングにて発売。アコースティック・ギターによるソロ楽曲が3曲、高校在学時に制作されたエレクトリック・ギターによる楽曲が3曲、計7曲（ボーナス・トラック含む）が収録されている。同年4月にアメリカの大手オンラインショップ「CD BABY」からも発売開始。以降の作品も同様に海外版はここからリリースされている。
6月23日に2ndアルバム『Stubborn ears forbidden』をリリース。前作とは一変して、このアルバム以降ドラムやベース、シンセサイザー等、アンサンブルを重視したアコースティック・ギター・インストゥルメンタル作品が多数発表されている。
8月17日 、FMラジオ番組「J-WAVE GOOD MORNING TOKYO」にゲストとして生出演し、ダブルネックアコースティックギターを用いて同アルバムから"Friendless"を演奏。また、同アルバムから彼の人気曲の一つでもある"Cycling road"がオンエアーされた。放送直後、番組内で紹介されたアルバムの注文が殺到するも、オンデマンド生産だった為、購入者に届くまでに2週間近くかかった。また、通販限定でCDショップ等での取り扱いがなかった為インターネットを利用しないリスナーが購入出来ないと言った問題が生じた。この事に関して当時公式サイト上で謝罪のメッセージがアナウンスされる。
8月22日、"Cycling road"のミュージック・ビデオが公式サイト上に公開される。このビデオは彼の作品の中で唯一、映像制作会社が制作したものである。これ以降に公開されている。動画は監督・編集等全て本人が手がけている。この事は公開されているミュージック・ビデオのクレジットタイトルからも窺える。
2007年6月18日にサードアルバム 『How to get much moren』をこれまで同様オンラインショッピングからリリース。同年7月26日、TOMORROWにゲスト出演し"Cycling road"を生演奏。

### 全国デビュー (2008-2009)
これまで発売されていたアルバムが全て通販限定だったため、反響を呼び注目を集めるにつれ次第に商用流通盤を求める声が高まり、その要望に応える形で2008年6月11日に一般流通盤1stアルバム『Sharing the emotion』を発表する。このアルバムはベスト盤的な位置づけがされており、これまでの自主制作盤（ダウンロード限定アルバム含む）から人気曲を厳選した構成となっている。
リリース時には大手レコード販売店HMVのヘッドラインニュースにて特集が組まれ、またUSENが提供する音楽配信サイトOnGenではレコメンド楽曲として同アルバムがピックアップされた。
その年の7月20日 、逗子海岸で開催の音楽イベント『音霊』に出演、そして7月25日にはサポートメンバーに前田"Jimmy"久史（ベース）・佐野康夫（ドラム）を迎え単独ライブを行なっている。ライブを滅多にしない彼の単独ライブともあって当日は多くのファンが詰掛けた。10月25日楽器フェスティバルにヤマハのモニターアーティストとして出演。翌年4月、MySpaceのトップページでピックアップ・アーティストとして取り上げられる。
2009年5月13日に一般流通盤セカンドアルバムとなる『Unknown coloration』を発表する。アルバムプロモーションとしてリリース後、JEUGIAにてインストアイベントを行なう。同アルバムから"Make up your mind"がFMラジオRADIO×SPIDERの8月のオープニングテーマに起用される。

### 再び自主制作盤、そしてTV出演 (2010-2011)
2010年3月25日、再び自主制作盤として『2009-2002』をオンラインショッピングでリリース。このアルバムよりAmazon.co.jpでも発売される様になる。またこのアルバムは全米初流通作品としてアメリカの数千のCDショップ及びオンラインショッピングからも注文が可能となった。
6月18日からYouTubeの公式アーティストチャンネルとなりページの仕様が変わる。またYouTube運営局によるアーティスト専用のプレイリストも公開されている。
2011年10月12日、2009年に一般流通盤2ndアルバムとしてリリースしていた『Unknown coloration』の廃盤に伴い復刻盤として同アルバムにボーナス・トラックを追加した『Unknown Coloration Original』をオンラインショッピングにてリリース。自主制作盤として2009年のレーベルによるマスタリングとは異なり本人が全て手がけている。
11月20日、「行列のできる法律相談所」にゲスト出演し、ダブルネック・アコースティック・ギターを用いて"Closed"の演奏を披露。番組内ではメディア出演オファーを珍しく承諾した事について質問を受け、「気の迷い」と応えている。また、出演時はMV等と同様に帽子(キャップ)を深く被り、それに対して番組レギュラー陣から「男前だから出したら良いのに」と勧められるも終始、顔を殆ど隠した状態で演奏・受け答えを行った。
放送翌日のYahoo! JAPAN急上昇ワードランキングでは総合で12位、Google検索ワードランキングでは8位に。また、同日のAmazon.co.jp音楽ヒットランキングではアルバム"2009-2002"と"Unknown Coloration Original"が1位と2位を独占し、iTunes Storeの総合アルバムランキング（世界）でも29位にランクインされるなど大きな反響があった。それに伴い番組内で紹介されたアルバム"2009-2002"のAmazon.co.jpでの在庫が3週間以上も切れる事態となった。

### 5年ぶりの一般流通盤リリース (2012-2014)
2012年1月30日、昨年の『Unknown Coloration Original』に続き、現在廃盤になっていた全国デビュー作『Sharing the emotion』の復刻盤『Sharing the emotion Original』をオンラインショッピングでリリース。収録内容が当時のものと多少異なっている。また同時に"最期の24時間"をテーマにした初のコンセプトアルバム『Load before departure』をリリース。この年、Amazon.co.jpベストセラー商品ランキング（ダウンロードアルバム）では、数回に渡りこれまでリリースしたアルバムが各部門で5位以内にランクインされている。※公式ホームページ内ニュース参照。
2013年1月31日、現実の1週間の流れを1年間(四季)に重ねたイメージに仕上げ「時の早さ」をアルバムコンセプトとした、パッケージリリースとしては通算8作目となる『Pressed for time』をオンラインショッピングでリリースした。
同年7月時点で公式FacebookファンページのLIKE数（ファン数）が1万人を超える。
"2009-2002"以降アルバムは自主制作で発表していたが、2011年頃よりピックアップ等で懇意にしていた楽器卸業者オーナーがレーベルを立ち上げるに伴いそのレーベルから2014年9月3日に通算9作目となる『Solitary walk』を5年ぶりに全国一般流通盤としてリリース。それに関連して山野楽器成城コルティ店やタワーレコード渋谷店、難波店でインストアイベントを行なっている。尚、その時のパフォーマンスはソロではなくバックバンドを従えた形式で行なわれた。

### 海外での再注目と活動10周年 (2015-現在)
2015年2月15日、カナダのロックバンドWalk off the Earthが公式Facebookページ上でT-cophonyを紹介。共有された動画はおよそ2週間で再生回数200万回を突破。
2月18日、米国の音楽雑誌ギターワールドの公式ウェブサイト上でT-cophonyに関する記事と動画が掲載される。
その翌日にT-cophonyの公式FacebookファンページのLIKE数（ファン数）が5万人を超える。
5月7日、自身のアーティスト活動10周年を記念したドキュメンタリーフィルム「It's me」をオンライン上で公開する。同年11月18日、ギターを一切使わずプログラミングのみで構成された自身初となるアンビエントアルバム『Egolayten』をリリース。
翌年2016年5月20日、10周年記念アルバムとして初期（2006年～2007年）のアコースティック・ギターによる楽曲のリメイクを中心に30曲を収録したセルフタイトル『T-cophony』をリリース。

## 特徴
インストゥルメンタル・アーティストとして幅広いジャンルの音楽要素を取り入れた独自のミュージックセンスを持つ。中でも彼を最も有名にしたアコースティック・ギター・インストゥルメンタルにおいては、タッピングや変則チューニング、スクラッチプレイなど特殊奏法を用いた高度な演奏を披露している。また、これまでアコースティック・ギター1本のみでのパフォーマンスに終始しレコーディングでも打ち込み・多重録音等を一切しないアーティスト（特にフィンガースタイル・ギタリスト）が多い中、積極的にギター以外の音を取り入れ、特にアンサンブルを重視する姿勢は幾多のアコースティック・ギタリストのスタイルとは一線を画している。そして、ハードロックや・テクノ、エレクトロニカ、アンビエントなど、余りそのジャンルからはイメージされることのなかった音楽要素を楽曲中に融合させ、新たなジャンルを確立させた。曲調は哀愁感のあるバラードから、アコースティック・ギターが主体でありながら時にダブル・ベース・ドラムが鳴った激しいものまで多岐に渡る。因みに、本人はfacebookやYouTube上で自身の音楽をオルタナティヴ・ロックとジャンル表記している。一方で、ギター自体に拘りはないとも語っており、実際にエレクトロニカ・テクノ・ドラムンベースやアンビエントを主体としたギターそのものを全く用いない楽曲も複数発表している。
また、Myspaceなどで精神安定剤や睡眠薬の服用を公表しており、それに関連した楽曲も発表している。例えば"A person in the water"は精神的に不安定な状態をイメージした曲と表記している（YouTube該当動画説明文より）。
活動に関してはライブを滅多にしない事でも知られている。その理由についてインタビューで「多くの人と関わる事が面倒くさいから」と応えている。

## ディスコグラフィ

### パッケージリリース

#### 自主制作盤
|    | 発売日         | タイトル                      | レーベル                   | 品番      | 備考 |
| -- | -------------- | ----------------------------- | -------------------------- | --------- | ---- |
| 1  | 2006年2月6日   | Experimental album            | アサキミュージック         | ASK-001   | CD-R |
| 2  | 2006年6月23日  | Stubborn ears forbidden       | アサキミュージック         | ASK-005   | CD-R |
| 3  | 2007年6月18日  | How to get much more          | アサキミュージック         | ASK-011   | CD-R |
| 4  | 2010年3月25日  | 2009-2002                     | ティラル・コラポレーション | TCCD-0001 | CD-R |
| 5  | 2011年10月12日 | Unknown coloration Original   | ティラル・コラポレーション | TCCD-0002 | CD-R |
| 6  | 2012年1月30日  | Load before departure         | ティラル・コラポレーション | TCCD-0003 | CD-R |
| 7  | 2012年1月30日  | Sharing the emotion Original  | ティラル・コラポレーション | TCCD-0004 | CD-R |
| 8  | 2013年1月31日  | Pressed for time              | ティラル・コラポレーション | TCCD-0005 | CD-R |
| 9  | 2015年2月17日  | Solitary walk Special edition | Double-Connect             | TCCD-0006 | CD-R |
| 10 | 2015年3月21日  | 2013-2014 Alternative Version | Double-Connect             | TCCD-0007 | CD-R |
| 11 | 2015年11月18日 | Egolayten                     | Double-Connect             | TCCD-0008 | CD-R |
| 12 | 2016年5月20日  | T-cophony                     | Double-Connect             | TCCD-0009 | CD-R |
| 13 | 2018年4月25日  | Day Sketch                    |                            |           |      |

#### 一般流通盤
|   | 発売日        | タイトル            | レーベル   | 品番      | 備考           |
| - | ------------- | ------------------- | ---------- | --------- | -------------- |
| 1 | 2008年6月11日 | Sharing the emotion | RisM Music | XQET-1002 | エンハンスドCD |
| 2 | 2009年5月13日 | Unknown coloration  | RisM Music | XQET-1010 | エンハンスドCD |
| 3 | 2014年9月3日  | Solitary walk       | TR Label   | TRT-001   | CD             |

### 配信リリース
Stubborn
- 2006年12月発表。「Stubborn ears forbidden」から数曲、同タイトルの楽曲をアコースティックソロバージョンで収録。

Insomniac'z Work
- 2007年10月発表。T-cophonyの別プロジェクト。オフィシャルウェブサイトでBGMとして流れている楽曲などを収録。

Stubborn2
- 2007年11月発表。「Stubborn」の第二弾。既発表曲のアコースティックソロバージョンから新曲まで収録。

No concept
- 2007年12月発表。iTunes Store等海外向け音楽配信用に制作。StubbornやStubborn2、未発売曲など数曲をまとめて収録した配信限定コンピレーション。

Unknown coloration (Edition for download)
- 2009年5月発表。Unkown colorationの配信限定バージョン。パッケージ版とは異なるバージョンや配信限定曲、更にInsomniac'z Work名義で発表していたエレクトロニカ作品などを収録。

2009-2002 (Edition for download)
- 2010年3月発表。2009-2002の配信限定バージョン。パッケージ版とは一部収録曲やバージョンが異なる。

※パッケージ版と同タイトルはこの項目では除外。　また、上記以外にも楽曲単位での配信リリースが存在する。

## エピソード
- 自身のMVの監督・編集も行う。
- 近年YouTubeには日本国内のみならず、世界中のユーザーから彼の曲をカバー演奏する動画が多数投稿されている。また彼のスタイルにインスパイアされたと思われる自主制作動画（ミュージック・ビデオ）も見受けられる。これは投稿されたそれらの動画に「T-cophony」とタグが打たれているところからも窺える。尚、2012年6月よりYouTube公式チャンネル内にそれらカバー動画専用のプレイリストが公開されている。
- 長きに渡り、"After rain"（ワンコーラス分）と"December"（ワンコーラス分）の2曲が唯一公式のギタータブ譜として存在していたが(Myspaceブログ参照)、その後2013年にアルバム"Sharing the emotion Original"収録曲の多くのタブ譜（フルコーラス分）がダウンロード・リリースされる。
- 2010年より、日本で唯一のUSA SpiderCapo(スパイダーカポ)認定モニターアーティストとなっている。
- アメリカのヘヴィメタル系ギタリストAngel Vivaldiとは活動初期からの友人関係にあり、MyspaceやFacebook上で度々やり取りがされている。またCD Baby内の1stと2ndアルバム販売ページにはAngel Vivaldiによるレビュー投稿がある。
- ボストン出身ロックバンドのカーズの公式MySpaceアカウントからT-cophonyのMySpaceページに「Thanks for the add」のコメントが寄せられている。これはフレンドリクエストを送信した側が、それを受け入れた相手にコメントするのが一般的で、世界的に有名なアーティスト側からのコメントともあり、後日Facebookページ上でT-cophonyが「光栄なこと」と語っている。
- YouTube上で元スレイヤーのドラム技術担当でセイオシンの初代ドラマーでもあるパット・マクグラースとコラボレーションしている。尚この動画は現在、両アーティストの公式チャンネルにアップロードされている。また、セイオシンのギタリストであるジャスティン・シェコウスキーが2人の演奏動画に対して「Sweeeet」とパット・マクグラースのFacebook上でコメントしている。
- "Training Montage"（ヴィンス・ディコーラ）や"Come to Daddy"（エイフェックス・ツイン）と言った本来ギターミュージックではない曲のカバーをアコースティック・ギターで披露している（YouTube公式チャンネル参照）。
- T-cophonyがギターでカバーした"hasty boom alert"の演奏動画を作曲者であるマイク・パラディナス本人がFacebookページ上で共有（紹介）している。（2013年6月18日の投稿参照）
- ウェールズ出身のロックバンドフューネラル・フォー・ア・フレンドのライブ会場にてT-cophonyがメンバーと話した際にギタリストのクリス・ロバーツが既に自身（T-cophony）のダブルネックギターの演奏動画を見ていた事を知り、Facebookページ上でその喜びを語っている。
- イギリスのシンガーソングライターでアコースティック・ギタリストのジョンゴムが度々T-cophonyの動画にコメントを寄せている。過去には自身のTwitter上でもT-cophonyの動画を紹介。
- 演劇集団キャラメルボックスの公演作品『飛ぶ教室』(2011年)で"Dummy amulet"、『流星ワゴン』(2011年)で"Anxiety tomorrow"、そして『隠し剣 鬼の爪』『盲目剣谺返し』(2013年)で"A place that see the earth"が劇中の音楽として使用されている。また、それに関連したサウンドトラックCDにも同楽曲が収録されている。※上記他にもあり
- 自身の非営利ネットレーベル兼インターネットラジオプログラム"Qualisic"にて、彼の音楽のフォロワーで親交の深い海外アーティストの楽曲を自身の作品と共に配信している。また、その内の一人である"Z-sonance"のオリジナル曲"A Universal Green"のリミックスを手がけている。
- 曲作りについて、「特にギターへの拘りはなく、そのメロディと雰囲気に合った音を重視している。それは必ずしもギターとは限らない。」（投稿動画説明文より）と語っており、それ故ギターを一切用いていない作品も多数リリースしている。また近年では"ISJO"や"Coma"などで見受けられる雨や風、ノイズなど楽器以外の音を取り入れた楽曲も発表している。
- オリジナル曲が中心であるが、「How to get much more」（アサキミュージック盤）には珍しく「Happy Birthday To You」のカバー曲が収録されている。
- 2016年4月に国内メーカー「The Number Three Products」からシグネチャーモデル・エレクトリック・ギターが発売されている。